# Perloffite
La perloffite è un minerale appartenente al gruppo della bjarebyite.